# Hagam
Hagam (nep. हागम) – gaun wikas samiti w środkowej części Nepalu  w strefie Bagmati w dystrykcie Sindhupalchowk. Według nepalskiego spisu powszechnego z 2001 roku liczył on 765 gospodarstw domowych i 4008 mieszkańców (1983 kobiet i 2025 mężczyzn).